# Tipografiile din Timișoara
În Timișoara, tipografiile au fost mereu importante. Ca și oraș activ, publicitatea este importantă, iar rolul tipografiilor a fost determinat de-a lungul istoriei. Se știe că, înainte de 1989, în Timișoara se tipăreau și vindeau biblii, deși acest lucru era ilegal. Una dintre tipografiile care tipăreau biblii era Dinamis Print, în vremea comunismului această tipografie era condusă de către un cuplu elvețian care aducea ilegal în România tipografii. Acest cuplu elvețian a fost rugat după Revoluție să tipărească în România.
In Timișoara se pot găsi urmatoarele tipografii:
- Fotomat Timisoara
- Agenda Arhivat în 28 ianuarie 2017, la Wayback Machine.
- Dinamis Print
- Director tipografii Arhivat în 26 noiembrie 2007, la Wayback Machine.